# I. e. 597
Évszázadok: i. e. 7. század – i. e. 6. század – i. e. 5. század
Évtizedek: i. e. 640-es évek – i. e. 630-as évek – i. e. 620-as évek – i. e. 610-es évek – i. e. 600-as évek – i. e. 590-es évek – i. e. 580-as évek – i. e. 570-es évek – i. e. 560-as évek – i. e. 550-es évek – i. e. 540-es évek
Évek: i. e. 602 – i. e. 601 – i. e. 600 – i. e. 599 –  i. e. 598 – i. e. 597 – i. e. 596 – i. e. 595 – i. e. 594 – i. e. 593 – i. e. 592

## Események
- március 15-16. II. Nabú-kudurri-uszur babiloni király leveri Júdea lázadását és elfoglalja Jeruzsálemet
- Vert pénz használata Athénban.

## Trónra lépések
- Cidkija lesz – az utolsó – júdai király II. Nabú-kudurri-uszur akaratából